# Wózek jezdniowy

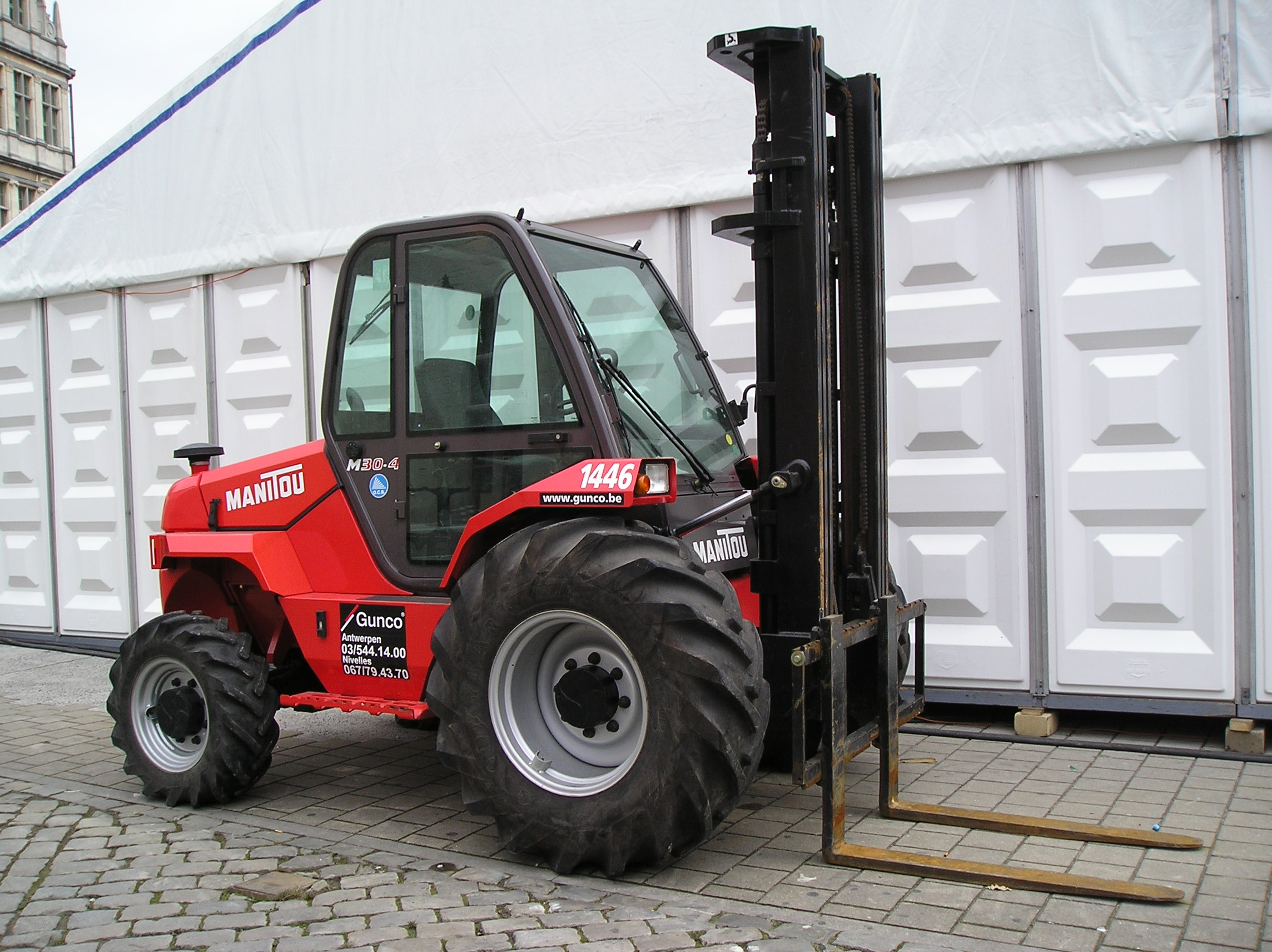
Wózek widłowy terenowy Manitou

Wózek jezdniowy, wózek jezdniowy podnośnikowy nazywany zwyczajowo wózkiem widłowym – kołowy pojazd mechaniczny o napędzie silnikowym, przystosowany do przewozu materiałów o znacznej (do kilkudziesięciu ton, zależnie od typu) masie, stosowany w transporcie bliskim i magazynowaniu. Używany jest głównie do prac rozładunkowych w magazynach, portach czy fabrykach. Do transportu przy pomocy wózka widłowego materiał przeznaczony do przemieszczenia najczęściej umieszcza się na paletach.

## Historia
Podnośnikowe wózki jezdniowe pojawiły się w latach 20. XX w., wyprodukowało je niemal równocześnie kilka firm, w tym Clark (obecnie Clark Material Handling Company) i Yale & Towne Manufacturing.

## Budowa
Typowe wózki widłowe (jezdniowe) składają się z:
- ramy wózka wykonanej ze stali,
- podwozia, składającego się z kół, zależnie od zastosowania czterech[2], bądź trzech[3]
- silnika niskoprężnego zasilanego benzyną lub gazem ciekłym LPG, silnika wysokoprężnego zasilanego olejem napędowym, bądź też elektrycznego, zasilanego z baterii akumulatorów,
- przeciwwagi, czyli dodatkowego obciążenia umieszczonego w tylnej części wózka celem zapewnienia jego równowagi podczas przewożenia przedmiotów przeciążających przód wózka,
- masztu, zamocowanego pionowo z przodu wózka, którego konstrukcja umożliwia podnoszenie, opuszczanie i pochylanie ładunku,
- wideł, wykonanych z jednolitego kawałka stali o kształcie litery „L” każda, poruszanych w pionie za pośrednictwem łańcucha. Należy tu zaznaczyć, że widły to jedynie najczęściej występujący rodzaj osprzętu wózków jezdniowych. Możliwe jest też używanie chwytników przystosowanych do transportu np. beczek, pudeł kartonowych, pługów do odśnieżania i in.,
- karetki (płyty czołowej) – stalowego elementu zamocowanego do masztu, na którym montuje się widły oraz kratę ochronną.
- kraty ochronnej z metalowych płaskowników, zamocowanej do karetki (za widłami przed masztem), zabezpieczającej przed zsunięciem się przewożonych elementów na operatora wózka,
- metalowej klatki bezpieczeństwa, zabezpieczającej operatora wózka przed spadającymi z góry przedmiotami,
- kabiny operatora z kierownicą, pedałami i dźwigniami umożliwiającymi sterowanie wózkiem. Kabina najczęściej jest otwarta, posiada jednak zabezpieczenia chroniące operatora wózka przed wypadkami.

## Podział wózków jezdniowych napędzanych
| Lp. | Kryterium            | Nazwa podziału | Wyszczególnienie                                              |
| --- | -------------------- | -------------- | ------------------------------------------------------------- |
| 1   | Napęd                | Rodzaj         | Elektryczny(sieciowy); Akumulatorowy; Benzynowy; Diesel; Inny |
| 2   | Cecha eksploatacyjna | Typ            | Naładowny; Unoszący; Podnośnikowy; Ciągnikowy; Specjalny      |
| 3   | Sposób kierowania    | Postać         | Prowadzony; Podestowy; Wyposażony w fotel; Zdalnie sterowany  |

## Sterowanie i możliwości
Sterowanie wózka widłowego obejmuje sterowanie układem jezdnym, a więc ruchem samego wózka, oraz sterowanie masztem i widłami które obejmuje najczęściej 3 ruchy:  1. ruch celem podnoszenia, opuszczanie wideł, 2. ruch przechylania masztu do siebie i od siebie, 3. ruch przesuwania karetki z widłami na boki w prawą lub lewą stronę. Możliwa jest również zmiana rozstawu wideł (pozycjonowanie). Ruchy te nazywają się ruchami roboczymi wózka.

### Kierowanie wózkiem
Urządzenia sterujące ruchem wózka są podobne do samochodowych – występuje kierownica oraz pedały gazu i hamulca, często też, choć nie zawsze, sprzęgło. Zależne jest to od zastosowanego układu napędowego:
- skrzynia biegów ze sprzęgłem ciernym
- skrzynia biegów ze sprzęgłem hydrokinetycznym
- przekładnia hydrokinetyczna (hydrodynamiczna)
- przekładnia hydrostatyczna

W większości wózków są jedynie dwa biegi (przełożenia) – wolny i szybszy. Dotyczą one obydwu kierunków jazdy (naprzód i wstecz).  W niektórych modelach wózków z napędem hydrokinetycznym są tylko dwa pedały: jeden do jazdy w przód i jeden do jazdy w tył.
Prowadzenie wózka różni się znacznie od prowadzenia samochodu. Wózek widłowy jest zwrotniejszy od samochodu, promień skrętu jest zdecydowanie mniejszy. Często też dokonuje się nim precyzyjnych manewrów na niewielkiej przestrzeni, używając maksymalnego skrętu kół.
Przy kierowaniu wózkiem trzeba również pamiętać o środku ciężkości obciążonego wózka. Zakręt na dużej szybkości przy podniesionym wysoko ładunku może się skończyć wypadkiem – przewróceniem się wózka, co wynika z praw fizyki, dlatego takie manewry są zabronione.

### Operowanie ładunkiem
Wszystkie wózki widłowe pozwalają na opuszczanie i podnoszenie wideł, większość na przechylanie masztu w przód i w tył. Niektóre bardziej zaawansowane konstrukcje pozwalają też operatorowi sterować przesunięciem poziomym wideł oraz pozycjonowaniem (odstępem między nimi) za pomocą dźwigni, bez konieczności ich ręcznego przesuwania.
Prawidłowy załadunek: ładunek (najczęściej na palecie) powinno się umieścić na wyprostowanych widłach (równoległych do podłoża), następnie podnieść go na ok. 30 cm nad podłoże i nachylić maszt w kierunku do operatora. Podjechać na miejsce załadunku, podnieść paletę na odpowiednią wysokość, wyprostować maszt, opuścić widły i odjechać spod palety, a na koniec opuścić widły.
Prawidłowy rozładunek: te same operacje w odwrotnej kolejności.

### Możliwości
Udźwig wózka widłowego wynosi, zależnie od typu, od kilkuset kg do ponad 5 ton. Specjalne typy mają udźwig nawet do 50 ton.
Udźwig ten zależy od konstrukcji i parametrów wózka, a wytyczne dotyczące maksymalnego udźwigu znajdują się w instrukcji obsługi dostarczanej przez producenta i/lub Dokumentacji Techniczno Ruchowej urządzenia zwanej DTR.

## Bezpieczeństwo
Podstawowe parametry techniczne wózka widłowego są umieszczane na tabliczce znamionowej przez producenta wózka. Każdy model wózka powinien być wyposażony w diagram udźwigu uwzględniający wysokość podnoszenia ładunku i położenie środka ciężkości na widłach. Zalecenia bezpieczeństwa w zakresie obchodzenia się z paliwami płynnymi czy gazem są analogiczne, jak w przypadku innych pojazdów.
Przy podniesionym ładunku wózek jest niestabilny i należy kontrolować położenie środka ciężkości, by nie dopuścić do przewrócenia się wózka. Ładunek należy przewozić przy ustawieniu wideł około 30 cm powyżej nawierzchni i maszcie przechylonym w stronę operatora.
Do obsługi wózka widłowego konieczne jest posiadanie odpowiednich uprawnień. W Polsce kursy obsługi wózków widłowych prowadzą i wydają zaświadczenia ośrodki szkoleniowe, których instruktorzy posiadają uprawnienia do prowadzenia szkoleń „Kierowca wózków jezdniowych” wydane przez Ośrodek Doskonalenia Kadr w Mysłowicach.
Szkolenia z zakresu obsługi urządzeń transportu bliskiego prowadzą ośrodki szkolenia zawodowego. Ośrodki szkolenia zawodowego mogą uzgodnić program szkolenia z UDT na podstawie art. 37 pkt. 14 ustawy o dozorze technicznym z dnia 21 grudnia 2000 r.
. Szkolenia powinny spełniać minimalne wymagania UDT

## Rodzaje i zakres wymaganych uprawnień przy obsłudze wózków jezdniowych podnośnikowych wedługUDT
| Lp. | Kategoria | Zakres uprawnienia do obsługi określony poprzez rodzaj (przeznaczenie ) urządzeń | Szczegółowy zakres – możliwe ograniczenia                                                           |
| --- | --------- | -------------------------------------------------------------------------------- | --------------------------------------------------------------------------------------------------- |
| 1   | III WJO   | Wózki jezdniowe podnośnikowe prowadzone i zdalnie sterowane                      | |
| 2   | II WJO    | Wózki jezdniowe podnośnikowe z wyłączeniem specjalizowanych                      | |
| 3   | I WJO     | Wózki jezdniowe podnośnikowe, w tym specjalizowane                               | Rodzaj wózka specjalizowanego: – z operatorem podnoszonym wraz z ładunkiem, – ze zmiennym wysięgiem |

Według rozporządzenia, każda osoba obsługująca wózek widłowy musi posiadać odpowiednie uprawnienia. Istnieją dwa rodzaje dokumentów, które pozwalają zgodnie z prawem operować wózkiem jezdniowym na terenie całego kraju, bez ograniczenia czasowego:
- legitymacja UDT wystawiana po zdanym egzaminie państwowym przez Urząd Dozoru Technicznego
- Książka Operatora wystawiana przez Instytut Mechanizacji Budownictwa i Górnictwa Skalnego w Warszawie[10].